# نهائي كأس الجزائر 1999
نهائي كأس الجزائر 1999 هي المباراة النهائية من منافسة كأس الجزائر 1998–99، أقيمت المباراة في 1 يوليو 1999، في ملعب 5 جويلية 1962، بين فريقي اتحاد الجزائر، وشبيبة القبائل، وفاز فيها اتحاد الجزائر، بعد أن هزم شبيبة القبائل، بنتيجة 2 - 0.

## تفاصيل المباراة
لعبت المباراة النهائية في 1 يوليو 1999.
| اتحاد الجزائر | 2 -0 | شبيبة القبائل |
| ------------- | ---- | ------------- |
|               |      |               |